# Sándor Jávorka
Sándor Jávorka, auch als Alexander Jávorka (* 12. März 1883 in Hegbánya, Österreich-Ungarn; † 28. September 1961 in Budapest) war ein ungarischer Botaniker. Sein botanisches Autorenkürzel lautet „Jáv.“

## Leben
Nach dem Schulbesuch in Selmecbánya studierte Sándor Jávorka an der Universität Budapest und wurde dort 1906 mit einer Arbeit über die Gattung Onosma promoviert. Ab 1905 war er in der Botanischen Abteilung des Ungarischen Nationalmuseums angestellt, wo er bis 1940, zuletzt als deren Direktor, arbeitete. Auch nach dem Ruhestand blieb er dort weiterhin tätig. 1939 erhielt er eine Professur an der Universität Budapest. 1936 wurde er korrespondierendes Mitglied der Ungarischen Akademie der Wissenschaften, sieben Jahre später ständiges Mitglied. 1952 wurde er mit dem Kossuth-Preis ausgezeichnet.
Den Schwerpunkt der wissenschaftlichen Arbeit Jávorkas bildete die Taxonomie der Pflanzen und die Flora von Ungarn, Bulgarien, Jugoslawien und Albanien. Ab 1903 publizierte er über 220 Arbeiten, darunter 18 Bücher. Zu seinen zentralen Arbeiten zählen die 1924/25 veröffentlichte Flora Hungarica (1924–25) und das ergänzende Bildtafelwerk Iconographia Florae Partis Austro-Orientalis Europae Centralis (1929–1934, mit der Coautorin Vera Csapody), daneben mehrere Bestimmungsbücher und eine Biographie des ungarischen Botanikers Pál Kitaibel.